# Dubník (Slanské vrchy)
Dubník je zalesněný vrch v severní části Slanských vrchů o nadmořské výšce 874 m. Na vrcholu je vysílací středisko a vysílač, díky kterým je snadno rozpoznatelný.
Z Dubníku je výhled na východ, sever i západ a za příznivého počasí lze vidět štíty Vysokých Tater i Královu holu.